# Colibrí safir bronzat
El colibrí safir bronzat (Hylocharis chrysura), és una espècie de colibrí del gènere Hylocharis de la família Trochilidae. És una espècie monotípica.

## Descripció
El colibrí safir bronzat fa de 8 a 10 cm de llarg i pesa entre 4 i 5 g. Els dos sexes tenen un bec recte, de longitud mitjana, vermell corall amb la punta negra. Els mascles adults són majoritàriament d'un color verd daurat iridescent, amb la barbeta vermellosa pàl·lida i una cua de color bronze daurat brillant. Les femelles adultes són gairebé iguals, però en general més apagades i amb la part inferior del ventre grisenc. Els juvenils són com la femella adulta amb serrells de color beix a les plomes del cap.

## Distribució i hàbitat
L'hi troba en un ampli rang d'hàbitats oberts i semiabierts del sud del Brasil, Bolívia, el Paraguai, Uruguai, nord de l'Argentina.
Habita paisatges oberts com la sabana amb arbres dispersos, les vores i clarianes de boscos, plantacions i jardins. És més nombrosa a cotes entre 400 i 800 m. Es troba regularment fins a 200 m i fins a 1.000 m i localment fins i tot més amunt.

## Comportament

### Moviment
El colibrí safir bronzat sembla ser generalment sedentari, però el residents en algunes parts del Brasil i Bolívia és migratori. Els moviments en altres llocs, si n'hi ha, són poc coneguts.

## Alimentació
El colibrí safir bronzat busca nèctar en una gran varietat de plantes, arbustos i arbres autòctons i introduïts. Busca nèctar a tots els nivells del seu hàbitat. A més del nèctar, l'espècie s'alimenta d'insectes capturats des d'una perxa i també recull aranyes de les teranyines .

## Criança
La temporada de reproducció del colibrí safir bronzat al Brasil abasta de setembre a febrer, però no s'ha definit en cap altre lloc. Construeix un niu en forma de copa fet de fibres de llavors de plantes i teranyines amb líquens i trossos de fulla a l'exterior. Normalment, el col·loca una mica exposat en una branca horitzontal prima o en una bifurcació a uns 4 a 6 m per sobre de terra, però de vegades fins a 10 m. La femella incuba la posta de dos ous durant 14 a 15 dies i l'eclosió es produeix entre 20 i 28 dies després.